# Saznajni relativizam
Saznajni relativizam tvrdi da je istina sama po sebi relativna. Ovaj oblik relativizma ima svoj poseban problem, bez obzira na to da li je reč o istini koja je relativna u odnosu na pojedinca, poziciju ili svrhu pojedinca ili pojmovne sheme u okviru koje je istina otkrivena.
Saznajni relativizam (poznat i kao epistemički relativizam, epistemološki relativizam ili kognitivni relativizam) je način razmišljanja gde se činjenice koriste da opravdaju ma koje tvrdnje koje su relativne i subjektivne iz perspektive onih koji tvrde ili poriču neki iskaz.

## Stanovišta
Jedan pravac mišljenja upoređuje naučna znanja sa mitologijom drugih kultura, tvrdeći da je to skup mitova našeg društva baziran na društvenim pretpostavkama. Komentari Pola Fajerabenda u knjizi Protiv metode, „Sličnost između nauke i mita su zaista zapanjujuć”i i „Nauka iz prvog sveta je jedna nauka među mnogima”, nekad se citiraju, iako nije jasno da li je Fajerabend nameravao da se oni uzimaju u potpunosti ozbiljno.
Jak program u sociologiji nauke je (prema rečima osnivača Dejvida Blura) „nepristrasan u odnosu na istinu i obmane”. Na drugom mestu, Blur i Beri Barns su rekli:„Za relativiste (kao što smo mi) nema smisla pridržavati se ideje da su neki standardi ili uverenja stvarno racionalni, a ne samo lokalno prihvaćeni kao takvi”. U Francuskoj je Bruno Latur tvrdio da „pošto je rešavanje kontroverze uzrok predstavljanja prirode, a ne posledica toga, nikada ne možemo koristiti ishod- prirodu- kako bismo objasnili kako i zašto je rešena kontroverza”.
Iv Vinkin, belgijski profesor komunikacije, odgovorio je na popularno suđenje u kome su dva svedoka dala kontradiktorna svedočanstva izjavivši za časopis Le Soir da „nema transcedentne istine.[...]Nije iznenađujuće što ova dva čoveka, koja predstavljaju dva veoma različita profesionalna sveta, zastupaju drugačiju istinu. Kad to kažem, mislim da u ovom kontekstu javne odgovornosti komisija može da nastavi samo onako kako se to radi”.

## Kritika
Kognitivni relativizam je neopovrgljiv i kritikuju ga analitički filozofi i naučnici.

## Literatura
- Baghramian, Maria (2004). Relativism. London: Routledge. ISBN 978-0-415-16150-3.
- Ernest Gellner. Gellner, Ernest (1985). Relativism and the Social Sciences. Cambridge University Press. ISBN 978-0-521-33798-4.
- Nelson Goodman (1978). Ways of Worldmaking. Indianapolis: Hackett. ISBN 978-0-915144-51-8. Архивирано из оригинала 5. 2. 2012. г. Непознати параметар |DUPLICATE_isbn= игнорисан (помоћ)
- Martin Hollis, Steven Lukes. Hollis, Martin; Lukes, Steven (1982). Rationality and Relativism. Oxford: Blackwell. ISBN 978-0-631-12773-4.
- Jack W. Meiland, Michael Krausz (1982). Relativism, Cognitive and Moral. Notre Dame: University of Notre Dame Press. ISBN 978-0-268-01611-1.
- Diederick Raven, Lieteke van Vucht Tijssen, Jan de Wolf (1992). Cognitive Relativism and Social Science. Transaction Publishers. ISBN 978-0-88738-425-7.
- Seidel, Markus (2014). Epistemic Relativism: A Constructive Critique. Basingstoke: Palgrave Macmillan. ISBN 978-1-137-37788-3.

## Spoljašnje veze
- Factual relativism на веб-сајту PhilPapers
- Epistemic relativism на веб-сајту PhilPapers
- „Epistemology and Relativism”. Internet Encyclopedia of Philosophy.
- Westacott, E. Cognitive Relativism, 2006, Internet Encyclopedia of Philosophy
- Westacott, E. Relativism, 2005, Internet Encyclopedia of Philosophy